# Ingrid-Gabriela Hoven
Ingrid-Gabriela Hoven (* 17. Oktober 1960 in Setterich, heute Ortsteil von Baesweiler) ist eine deutsche Volkswirtin. Seit Oktober 2020 ist sie Vorstandsmitglied der staatlichen Deutschen Gesellschaft für Internationale Zusammenarbeit. Von 2010 bis 2014 war sie deutsche Exekutivdirektorin bei der Weltbankgruppe.

## Leben
Hoven studierte von 1979 bis 1985 Volkswirtschaftslehre und Politikwissenschaft an der Justus-Liebig-Universität Gießen und der Universität Paris-Dauphine. Sie schloss das Studium als Diplom-Volkswirtin ab. Nach ihrem Examen arbeitete sie zunächst als wissenschaftliche Mitarbeiterin am Lehrstuhl für Entwicklungsökonomik. Anschließend absolvierte sie von 1985 bis 1986 eine Post-Graduierten-Ausbildung am Deutschen Institut für Entwicklungspolitik in Berlin. Anschließend war sie von 1986 bis 1990 Referentin für bilaterale Entwicklungszusammenarbeit mit Sambia, Mosambik und Eswatini im Bundesministerium für wirtschaftliche Zusammenarbeit und Entwicklung. Von 1990 bis 1993 war sie Regierungsberaterin beim nationalen Planungssekretariat und Finanzministerium in Guatemala für die Deutsche Gesellschaft für Technische Zusammenarbeit GmbH. Von 1993 bis 1995 war sie als Fachplanerin in der Abteilung „Wirtschafts- und Sozialpolitik, Recht und öffentliche Verwaltung“ ebenfalls bei der Gesellschaft für Technische Zusammenarbeit tätig. Von 1995 bis 2010 war sie erneut für das im Bundesministerium für wirtschaftliche Zusammenarbeit und Entwicklung tätig. Von 1995 bis 1998 war sie Referentin für die Zusammenarbeit mit der Weltbankgruppe. Von 1998 bis 1999 war sie persönliche Referentin der parlamentarischen Staatssekretärin Uschi Eid. Von 1999 bis 2003 war sie Leiterin des Referates „Umweltpolitik, Ressourcenschutz, Waldwirtschaft, Nachhaltigkeitskommission (CSD), Globale Umweltfazilität (GEF)“; zudem war sie Mitglied des Exekutivdirektoriums „Globale Umweltfazilität“. Sie war von 2003 bis 2006 Leiterin der Unterabteilung „Planung und Grundsätze der Zusammenarbeit mit Ländern und Regionen; Beauftragte für Lateinamerika“ und von 2006 bis 2010 Leiterin der Abteilung „Bilaterale Entwicklungszusammenarbeit mit Asien und Lateinamerika, Vereinte Nationen, Friedenssicherung, Menschenrechte, gute Regierungsführung“. 2010 verließ sie das Bundesministerium für wirtschaftliche Zusammenarbeit und Entwicklung und wurde deutsche Exekutivdirektorin bei der Weltbankgruppe in Washington, D.C. Dort war sie zugleich stellvertretende Leiterin des Ausschusses für Entwicklungswirksamkeit und stellvertretende Sprecherin des Exekutivdirektoriums. 2014 kehrte sie ins Bundesministerium für wirtschaftliche Zusammenarbeit und Entwicklung zurück und war dort kurzzeitig Beauftragte für Klimapolitik und -finanzierung. Von 2014 bis 2020 war sie dort Leiterin der Abteilung „Globale Zukunftsfragen“.
Am 30. Juni 2020 wurde Hoven vom Aufsichtsrat der Deutschen Gesellschaft für Internationale Zusammenarbeit GmbH zum Vorstandsmitglied bestellt. Sie trat das Amt am 1. Oktober 2020 an.
Hoven ist verheiratet, hat einen Sohn und lebt in Bonn.

## Ehrenamt
Hoven ist Mitglied des Kuratoriums von CARE Deutschland, Mitglied des Kuratoriums des Internationalen Demokratiepreises Bonn, Mitglied im Beirat der Stiftung Entwicklung und Frieden und Mitglied im internationalen Beirat des Zentrums für Internationale Friedenseinsätze.